# 拳距瓜叶乌头
拳距瓜叶乌头（学名：Aconitum hemsleyanum var. circinatum）为毛茛科乌头属下的一个变种。

## 扩展阅读
- 維基物種上的相關：拳距瓜叶乌头